# Richeriella
Richeriella es un género de plantas con flores perteneciente a la familia Phyllanthaceae. Comprende dos especies que se encuentran en el sudeste de China hasta Malasia.

## Especies seleccionadas
- Richeriella gracilis
- Richeriella malayana